# فرانك خورخي
فرانك خورخي (بالبرتغالية: Frank Jorge‏) هو كاتب وعازف قيثارة وشاعر برازيلي، ولد في 20 سبتمبر 1966 في بورتو أليغري في البرازيل.

## وصلات خارجية
- الموقع الرسمي
- فرانك خورخي على موقع ميوزك برينز (الإنجليزية)
- فرانك خورخي على موقع ديسكوغز (الإنجليزية)